# Creutzwald
 Creutzwald  es una población y comuna francesa, en la región de Lorena, departamento de Mosela, en el distrito de Boulay-Moselle y cantón de Bouzonville.

## Demografía
| abs.                      | 476 | 435 | 1 445 | abs. | 1 900 | 1 947 | abs. | abs. | abs. | 1 748 | 1 588 | 1 515 | 1 494 | 1 791 | 1 388 | 1 456 | 1 521 | 1 813 | 2 288 | 2 956 | 3 320 | 8 023 | 10 329 | 7 839 | 7 221 | 10 183 | 13 649 | 14 471 | 15 540 | 15 060 | 15 169 | 14 360 | 13 468 |
| (Fuente: INSEE y Cassini) |     |     |       |      |       |       |      |      |      |       |       |       |       |       |       |       |       |       |       |       |       |       |        |       |       |        |        |        |        |        |        |        |        |